# Emmer-Erfscheidenveen
Emmer-Erfscheidenveen (Drents: Emmererf) is een buurtschap in de Nederlandse provincie Drenthe, gemeente Emmen. In 2010 telde de buurtschap 1.925 inwoners en in 2023 1.779 inwoners.
Emmer-Erfscheidenveen is een veenkolonie tussen Emmen en Emmer-Compascuum. Het is een langgerekt lintdorp in oost-westrichting met dubbele lintbebouwing langs het Kanaal A en Kanaal B. Alleen in het midden van het lint is kleinschalige nieuwbouw gepleegd.
De buurtschap beschikt over een Baptistenkerk, een openbare en een protestants-christelijke basisschool en enkele bedrijfjes.
De omgeving van Emmer-Erfscheidenveen kenmerkt zich door landbouwgebied (veenontginningen) met enkele bos- en weidepercelen.
Bij Koninklijk besluit van 19 september 1898 werd de vervening en ontginning van het Emmer-Erfscheidenveen goedgekeurd. Begin twintigste eeuw ontstond er een nederzetting, die sinds 1938 formeel onder Emmer-Compascuum valt.
In 1938 werd bij Emmer-Erfscheidenveen het oudste veenlijk van Nederland gevonden, vermoedelijk een mensenoffer. De man was waarschijnlijk een hoofdman. Hij werd tussen 1370 en 1215 voor Christus in het Bourtangerveen begraven.